# Deng Xiaoping
Deng Xiaoping (22. august 1904 – 19. februar 1997) var en kinesisk politiker. Han var de facto leder af Folkerepublikken Kina fra 1978 (to år efter Mao Zedongs død) til han døde i 1997. Han betragtes som det post-maoistiske, reformvenlige og åbne Kinas arkitekt. 
- Wikimedia Commons har flere filer relateret til Deng Xiaoping

1. ↑  Navnet er anført på bokmål og stammer fra Wikidata hvor navnet endnu ikke findes på dansk.
2. ↑  Navnet er anført på kinesisk og stammer fra Wikidata hvor navnet endnu ikke findes på dansk.
3. ↑  Navnet er anført på engelsk og stammer fra Wikidata hvor navnet endnu ikke findes på dansk.
4. ↑  Navnet er anført på engelsk og stammer fra Wikidata hvor navnet endnu ikke findes på dansk.
5. ↑  Navnet er anført på bokmål og stammer fra Wikidata hvor navnet endnu ikke findes på dansk.
6. ↑  Navnet er anført på bokmål og stammer fra Wikidata hvor navnet endnu ikke findes på dansk.